# Maserati GS Zagato
Maserati GS Zagato – samochód sportowy klasy kompaktowej wyprodukowany pod włoską marką Maserati w 2007 roku.

## Historia i opis modelu
W kwietniu 2007 roku podczas prestiżowego corocznego wydarzenia Concorso d’Eleganza Villa d’Este w Cernobbio włoskie studio projektowo-wytwórcze Zagato przedstawiło nowy projekt powstały we współpracy z rodzimym Maserati. Do opracowania dwumiejscowego, dwudrzwiowego coupé GS Zagato wykorzystany został model Maserati Spyder, od którego zapożyczono jednostkę napędową czy podzespoły techniczne, a także płytę podłogową, która została skrócona o 18 centymetrów. Ostatnia modyfikacja pozwoliła zapewnić zoptymalizowaną zwrotność i większą sztywność konstrukcji.
Awangardowa, opływowa stylizacja pojazdu utrzymana została w estetyce retro nawiązującej do klasycznego modelu Maserati A6G Zagato z przełomu lat 40. i 50. XX wieku. z Przy doborze materiałów wykończeniowych, Zagato skoncentrowało się na wyrafinowanych tworzywach. Szkielet i panele nadwozia zostały w całości wykonane z aluminium, z kolei do wystroju kabiny pasażerskiej o luksusowej charakterystyce wykorzystano m.in. skórę cielęcą oraz panele z drewna.
Do napędu Maserati GS Zagato wykorzystano wzdłużnie umieszczony, czterocylindrowy silnik benzynowy typu V8 o pojemności 4,2 litra i mocy maksymalnej 405 KM. Jednostka przenosi moc na tylną oś w połączeniu z 6-stopniową, automatyczną skrzynią biegów.

### Sprzedaż
Maserati GS Zagato w momencie debiutu był promowany unikatowa konstrukcja typu one-off, która zbudowana została w jednym egzemplarzu na specjalne zamówienie Paolo Boffiego, włoskiego projektanta specjalizującego się wytwarzaniu luksusowych mebli. Jednakże, ostatecznie zbudowano 9 sztuk samochodu, na czele z jednym o kontrastowym czarnym malowaniu.

### Silnik
- V8 4.2l 405 KM